# Diocesi di Celje
La diocesi di Celje (in latino Dioecesis Celeiensis) è una sede della Chiesa cattolica in Slovenia suffraganea dell'arcidiocesi di Maribor. Nel 2023 contava 212.886 battezzati su 277.979 abitanti. È retta dal vescovo Maksimilijan Matjaž.

## Territorio
La diocesi comprende la parte centro-orientale della Slovenia.
Sede vescovile è la città di Celje, dove si trova la cattedrale di San Daniele.
Il territorio si estende su 2.711 km² ed è suddiviso in 112 parrocchie, raggruppate in 5 decanati.

## Storia
Poche sono le memorie riguardo alla prima diocesi di Celje (Celeia), nel Norico, che nei secoli VI e VII era suffraganea del patriarcato di Aquileia. Sono noti i nomi di due vescovi: Gaudenzo, il cui nome è stato restituito da un'iscrizione, scoperta nei pressi dell'odierna città e che sarebbe vissuto nel VI secolo; e Giovanni, che prese parte al sinodo di Grado del 579 e a quello di Marano del 589 o 590, e che venne coinvolto nella diatriba seguita allo scisma tricapitolino. Incerta è l'attribuzione a questa diocesi del vescovo Andrea, che prese parte al concilio romano del 680, dove fu condannata l'eresia monotelita. In seguito non si hanno più notizie di questa diocesi.
La nuova diocesi è stata eretta il 7 aprile 2006 con la bolla Varia inter munera di papa Benedetto XVI, ricavandone il territorio dalla diocesi di Maribor, che contestualmente è stata elevata al rango di arcidiocesi metropolitana.

## Cronotassi dei vescovi
Si omettono i periodi di sede vacante non superiori ai 2 anni o non storicamente accertati.
- Gaudenzo † (VI secolo)
- Giovanni † (prima del 579 - dopo il 589 o 590)
- Andrea ? † (menzionato nel 680)
  - Sede soppressa
- Anton Stres, C.M. (7 aprile 2006 - 31 gennaio 2009 nominato arcivescovo coadiutore di Maribor)[3]
- Stanislav Lipovšek (15 marzo 2010 - 18 settembre 2018 ritirato)
  - Sede vacante (2018-2021)
- Maksimilijan Matjaž, dal 5 marzo 2021

## Statistiche
La diocesi nel 2023 su una popolazione di 277.979 persone contava 212.886 battezzati, corrispondenti al 76,6% del totale.
| anno | popolazione | popolazione | popolazione | presbiteri | presbiteri | presbiteri | presbiteri                | diaconi | religiosi | religiosi | parrocchie |
| anno | battezzati  | totale      | %           | numero     | secolari   | regolari   | battezzati per presbitero | diaconi | uomini    | donne     | parrocchie |
| ---- | ----------- | ----------- | ----------- | ---------- | ---------- | ---------- | ------------------------- | ------- | --------- | --------- | ---------- |
| 2006 | 237.370     | 289.846     | 81,9        | 140        | 114        | 26         | 1.695                     |         | 27        | 30        | 112        |
| 2013 | 236.228     | 289.108     | 81,7        | 127        | 95         | 32         | 1.860                     | 3       | 34        | 14        | 112        |
| 2016 | 226.392     | 289.900     | 78,1        | 114        | 87         | 27         | 1.985                     | 4       | 30        | 12        | 112        |
| 2019 | 226.976     | 292.783     | 77,5        | 123        | 92         | 31         | 1.845                     | 2       | 33        | 33        | 112        |
| 2021 | 228.670     | 294.994     | 77,5        | 122        | 92         | 30         | 1.874                     | 2       | 31        | 31        | 112        |
| 2023 | 212.886     | 277.979     | 76,6        | 112        | 81         | 31         | 1.900                     | 5       | 32        | 31        | 112        |